# Дорийн Хорнсблоу
Дорийн Хорнсблоу (на английски: Doreen Hornsblow) е плодовита британска писателка на произведения в жанра романс. Пише под псевдонима Сали Уентуърт (на английски: Sally Wentworth).

## Биография и творчество
Дорийн Хорнсблоу е родена през 1937 г. в Уотфорд, Хартфордшър, Англия.
След дипломирането си започва работа като счетоводител в „Associated Newspapers“ ООД на „Флийт Стрийт“ в Лондон. После работи като счетоводител в Асоциацията на потребителите в Хартфорд. Омъжва се за Доналд Алфред Хорнсблоу. Имат син Кийт през 1968 г.
Започва да пише след като посещава вечерен курс по творческо писане. Дорийн продава първия си романс „Island Masquerade“ за издателство „Mills & Boon“ през 1977 г. под псевдонима Сали Уентуърт. Посвещавайки се на писателската си кариера тя пише за „Mills & Boon“ 70 любовни романа.
Сюжетите на произведенията ѝ се развиват основно във Великобритания или в екзотични места като Канарските острови или Гърция.
Дорийн Хорнсблоу умира от рак през 2001 г. в Бротинг, Хартфордшър.

## Произведения

### Самостоятелни романи
- Island Masquerade (1977)
- King of the Castle (1978)
- Conflict in Paradise (1978)
- Rightful Possession (1978)
- The Ice Maiden (1979)
- Liberated Lady (1979)
- Shattered Dreams (1979)
- Candle in the Wind (1979)
- Garden of Thorns (1980)
- Set the Stars on Fire (1980)
- Betrayal in Bali (1980)
- Race Against Love (1980)
- Say Hello to Yesterday (1981)
- Summer Fire (1981)
- King of Culla (1981)
- The Judas Kiss (1981)
- Опасна мисия, Man for Hire (1982)
- The Sea Master (1982)
- Semi-detached Marriage (1982)
- Flying High (1982)
- Jilted (1983)
- The Lion Rock (1983)
- Backfire (1983)
- Dark Awakening (1984)
- Viking Invader (1984)
- The Wings of Love (1985)
- Fatal Deception (1985)
- The Hawk of Venice (1985)
- The Kissing Game (1986)
- Tiger in His Lair (1986)
- Cage of Ice (1986)
- Ultimatum (1987)
- Passionate Revenge (1987)
- Dishonourable Intentions (1987)
- Mistaken Wedding (1988)
- Satan's Island (1988)
- Driving Force (1988)
- The Devil's Shadow (1988)
- Ехо от миналото, Echoes of the Past (1989)
- Strange Encounter (1989)
- Wish on the Moon (1989)
- Стаена страст, Fire Island (1989)
- Lord of Misrule (1990)
- Taken on Trust (1990)
- Illusions of Love (1990)
- Broken Destiny (1990)
- Целувката на дявола, The Devil's Kiss (1991)
- The Golden Greek (1991)
- Stormy Voyage (1992)
- The Wayward Wife (1992)
- Mirrors of the Sea (1993)
- Practice to Deceive (1993)
- Sicilian Spring (1993)
- One Night of Love (1994)
- Marriage by Arrangement (1996)
- Christmas Nights (1996)
- The Guilty Wife (1997)
- Mission to Seduce (1998)

### Серия „Баркли Близнаците“ (Barclay Twins)
1. Twin Torment (1991)
2. Ghost of the Past (1991)

### Серия „Страстни връзки“ (Ties of Passion)
1. Chris (1995)
2. Calum (1995)
3. Francesca (1995)

### Участие в общи серии с други писатели

#### Серия „Евророманс“ (Postcards from Europe/Евророманс)
- Yesterday's Affair (1992)

от серията има още 11 романа от различни автори

#### Серия „Бракувана!“ (Wedlocked!)
- To Have and to Hold (1994)

от серията има още 50 романа от различни автори

#### Серия „Правила и привилегии“ (Pages & Privileges)
- Shadow Play (1994)
- Duel in the Sun (1994)

от серията има още 23 романа от различни автори

#### Серия „Магнати ергени“ (Bachelor Tycoons)
- A Typical Male! (1997)

от серията има още 3 романа от различни автори

#### Серия „Скандали!“ (Scandals!)
- A Very Public Affair (1997)

от серията има още 5 романа от различни автори

#### Серия „Голямо събитие“ (Big Event)
7. Runaway Fiancee (1998)
от серията има още 5 романа от различни автори

### Сборници
- Reluctant Neighbor / Never Go Back / Island Masquerade (1983) – с Шийла Дъглас и Маргарет Парджетър
- Best of Sally Wentworth: Liberated Lady, Shattered Dreams (1984)
- Sea Lightning / White Hibiscus / Liberated Lady (1987) – с Линда Харел и Розмари Полък
- The Master Fiddler / Forest of the Night / Rightful Possession (1988) – с Джанет Дейли и Джейн Донъли
- Dinner at Wyatt's / On September Hill / Conflict in Paradise (1990) – с Виктория Гордън и Лей Майкълс
- Mistletoe Magic (1996) – с Джийн Алън, Джесика Харт и Пени Джордан
- For the Baby's Sake (1997) – с Алисън Фрейзър
- Wedding Games (1998) – с Луси Гордън и Миранда Ли
- Christmas Presents (1999) – с Пени Джордан и Ан Макалистър
- Swept Away (2009) – с Шарлот Лам и Вайълет Уинспиър